# Vltava, vodácký úsek Vyšší Brod – Boršov nad Vltavou

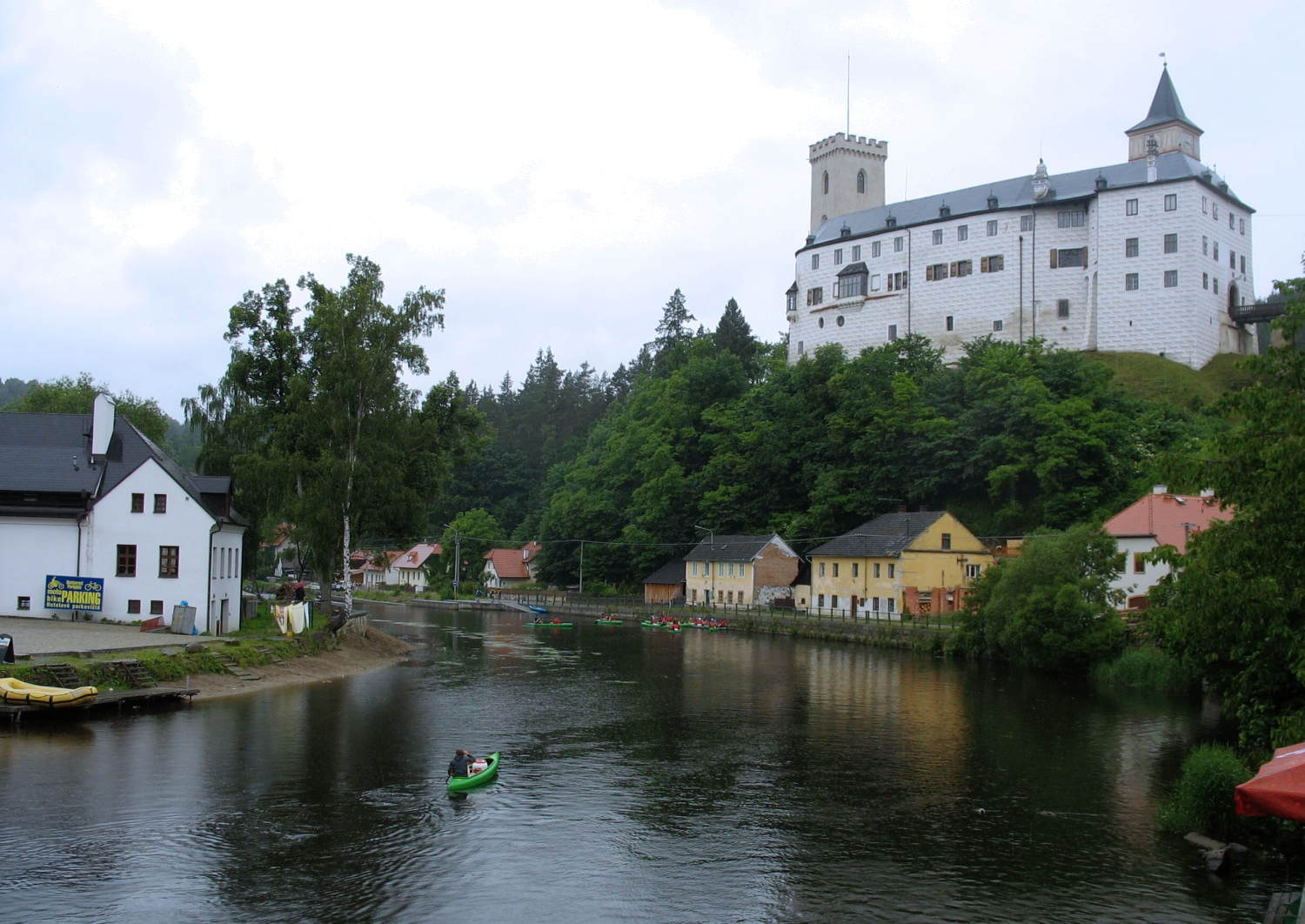
Vltava protékající Rožmberkem nad Vltavou

Tok řeky Vltavy mezi Vyšším Brodem a Boršovem nad Vltavou je vodácky nejfrekventovanějším úsekem v České republice (a zřejmě i v Evropě). Splavný úsek dolní Vltavy začíná v kempu ve Vyšším Brodě na 319. km a za cílové místo se obvykle volí Boršov nad Vltavou na 248,5 km. Celková délka tak je 70,5 km. Stupeň obtížnosti nepřesahuje WW 1. 
Vodákům na tomto úseku Vltavy slouží celá řada kempů a tábořišť (ve Vyšším Brodě, U veverek, v Rožmberku nad Vltavou, Pod Čeřínem, kemp Vltava, Na Pískárně, v Novém Spolí, ve Zlaté Koruně). Mimořádnou oblibu a proslulost si získaly některé vodácké hospody či občerstvení (U Martina, U Fíka, U Vikinga, U maringotky). Své služby nabízí také řada půjčoven lodí a raftů. Při plavbě z Vyššího Brodu do Boršova nad Vltavou musí vodáci překonat 11 jezů.

## Využití úseku
Za vysokou popularitu vděčí tato část dolního úseku Vltavy kromě rychlého proudu s četnými peřejkami a romantické krajiny s řadou kulturních památek také udržování stálého minimálního průtoku z přehradní nádrže Lipno II. Tento minimální průtok činí 6 m3/s a je dostatečný pro splouvání řeky v celém zmíněném úseku (jen u těžších kánoí může být problematický krátký úsek pod jezem u Herbertova). Při plánování výletu tak nejsou vodáci odkázáni na dostatečné srážky, jako je tomu v případě řady dalších českých řek. 
V letech 1998, 2003 a 2012 uskutečnilo Sdružení pro Vltavu průzkumy zatížení Vltavy v úseku Vyšší Brod – Český Krumlov. Zatímco v roce 1998 ve Vyšším Brodu v sezóně průměrně projíždělo 1 000 osob denně, v roce 2012 to bylo v červnu a srpnu dvojnásobné množství, v červenci zejména kolem svátků 5. a 6. července denní frekvence překročila i 10 000 osob. V roce 1998 sjíždělo v úseku Vyšší Brod – Český Krumlov v letních měsících Vltavu cca 80 tisíc vodáků. V roce 2003 se během sezóny na řece pohybovalo jen o něco větší množství vodáků než v roce 1998. Ovšem během sezóny 2012, která nebyla provozovateli kempů a půjčoven lodí považována za nijak extrémní, se na řece Vltavě pohybovalo více než 200 tisíc vodáků, tj. dvojnásobek kdysi uváděného „rozumného“ množství. Z průzkumů také vyplývá, že stále více vodáků splouvá Vltavu v uvedeném úseku na raftech, počet kánoí zůstává stejný a kajaků ubývá. Celkové zvýšení počtu raftů svědčí o skutečnosti, že přibývá na vodě osob bez větších zkušeností s tímto druhem aktivity, neboť splouvání řeky obtížnosti Vltavy v tomto úseku je na raftech daleko jednodušší. V červnu jezdí nejvíce kánoí, což je zřejmě důsledek školních kurzů.

## Jezy
- Jez Bílý mlýn pod Vyšším Brodem
- Jez Horní mlýn (Herbertov)
- Jez Dolní mlýn v Rožmberku nad Vltavou
- Jez Pečkovský mlýn ve Větřní
- Jez Konopa, též zvaný U Papouščí skály
- Jez Na rechlích (Český Krumlov)
- Jez U Liry (Český Krumlov)
- Jez Mrázkův mlýn (Český Krumlov)
- Jez u Jelení lávky (Český Krumlov)
- Jez Zlatá Koruna
- Jez Zátkův mlýn (Boršov nad Vltavou)

## Galerie

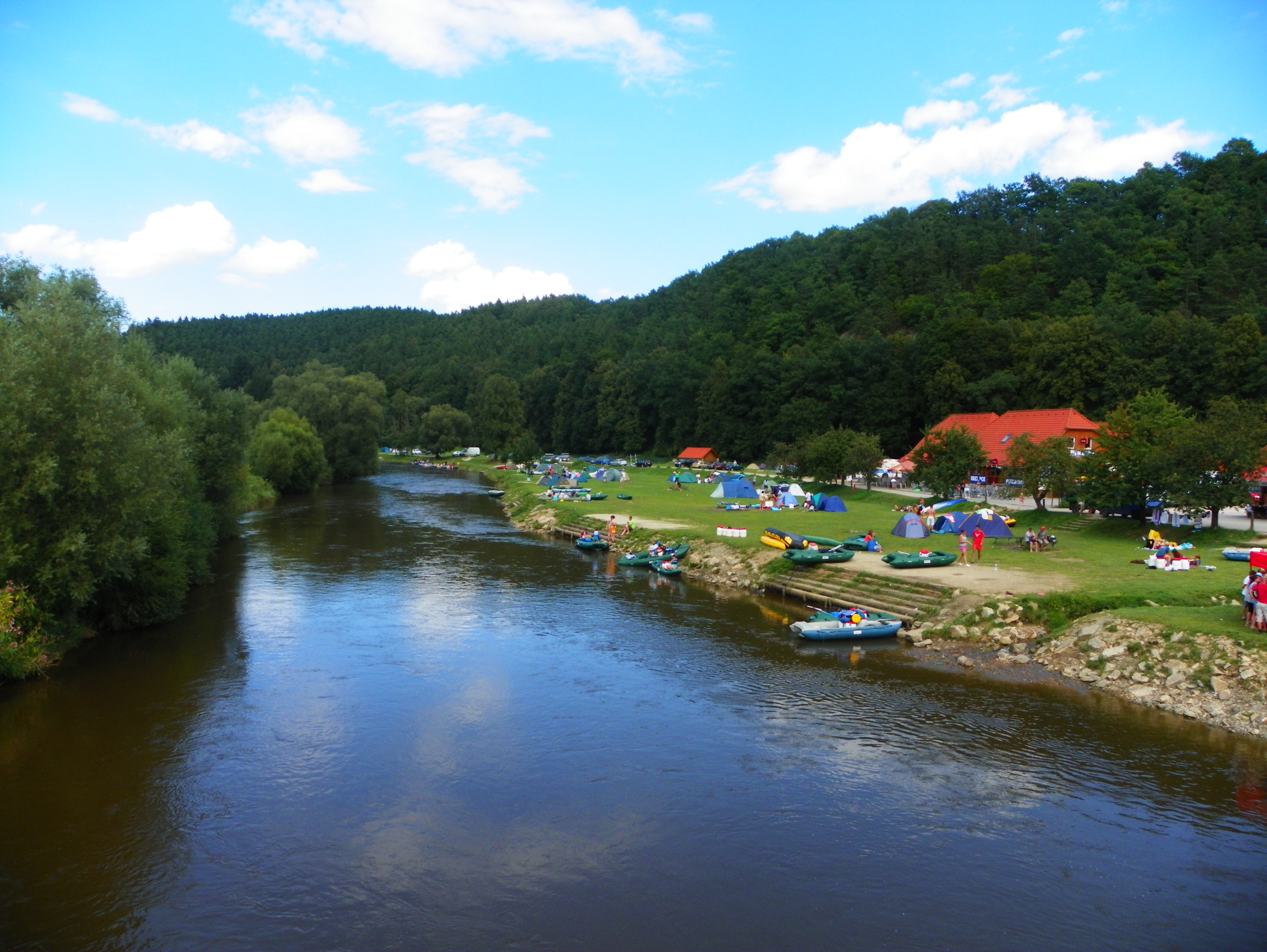
Přístaviště ve Zlaté Koruně
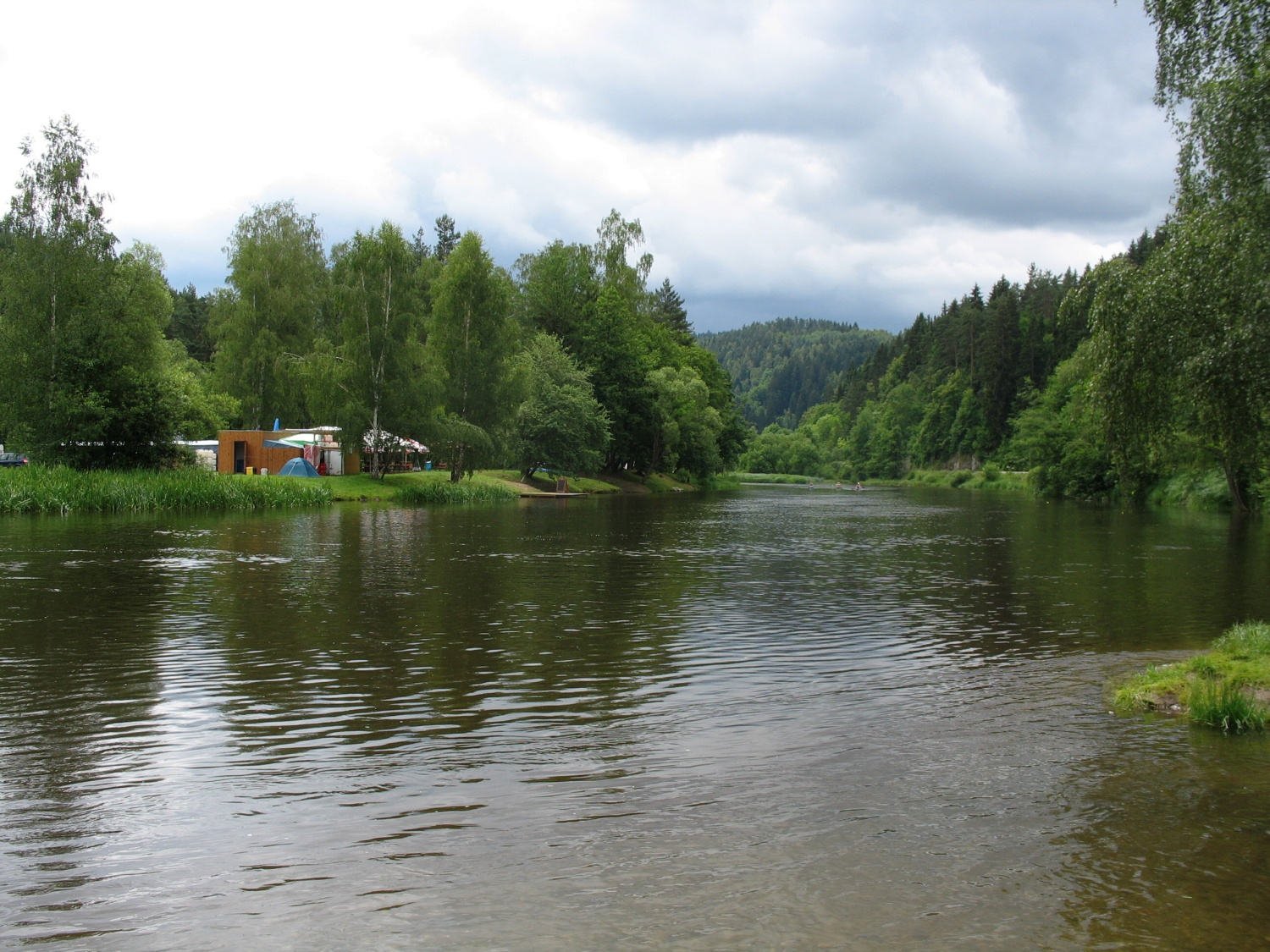
Kemp Pod Čeřínem
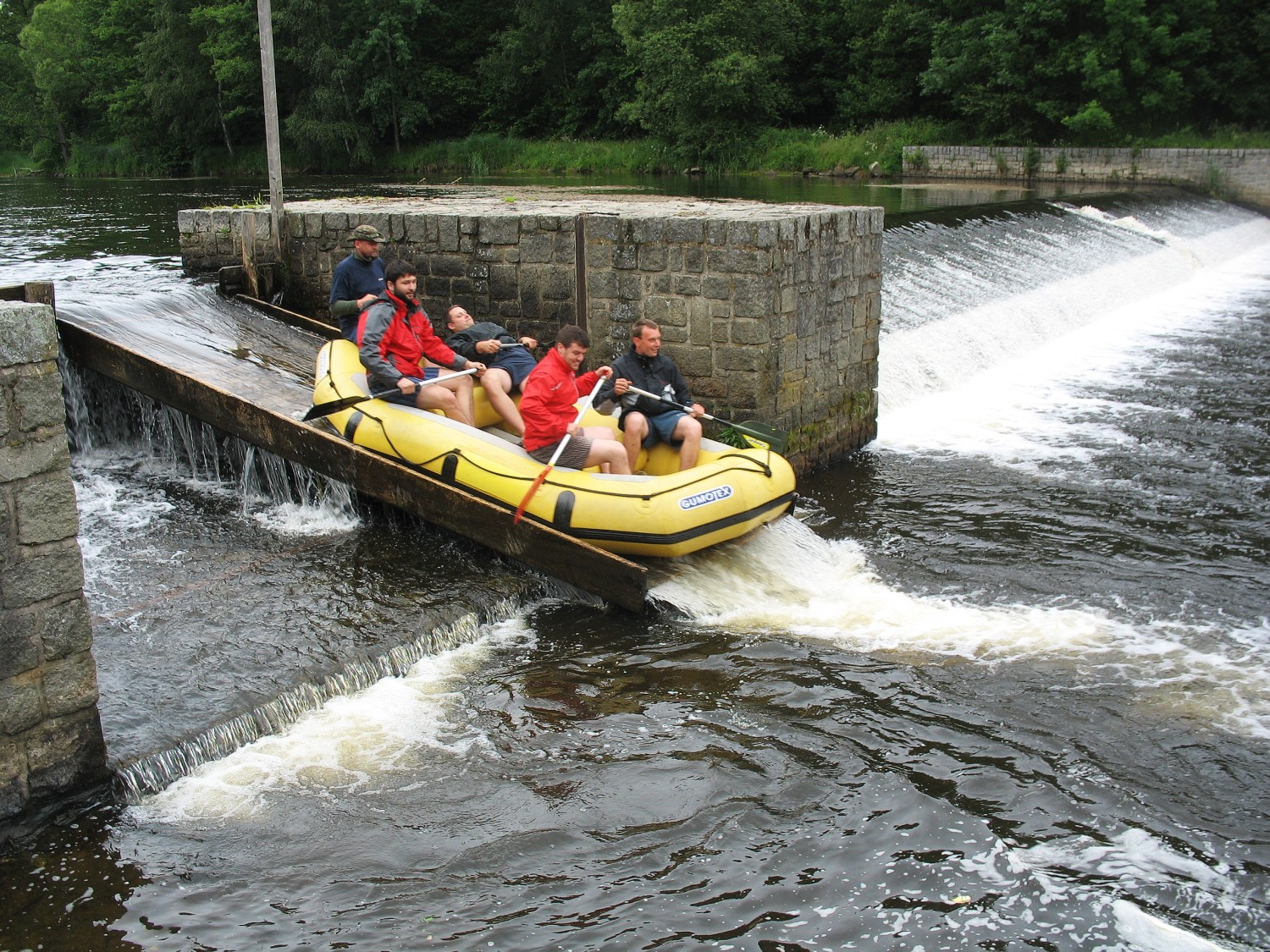
Jez Horní Mlýn u Herbertova
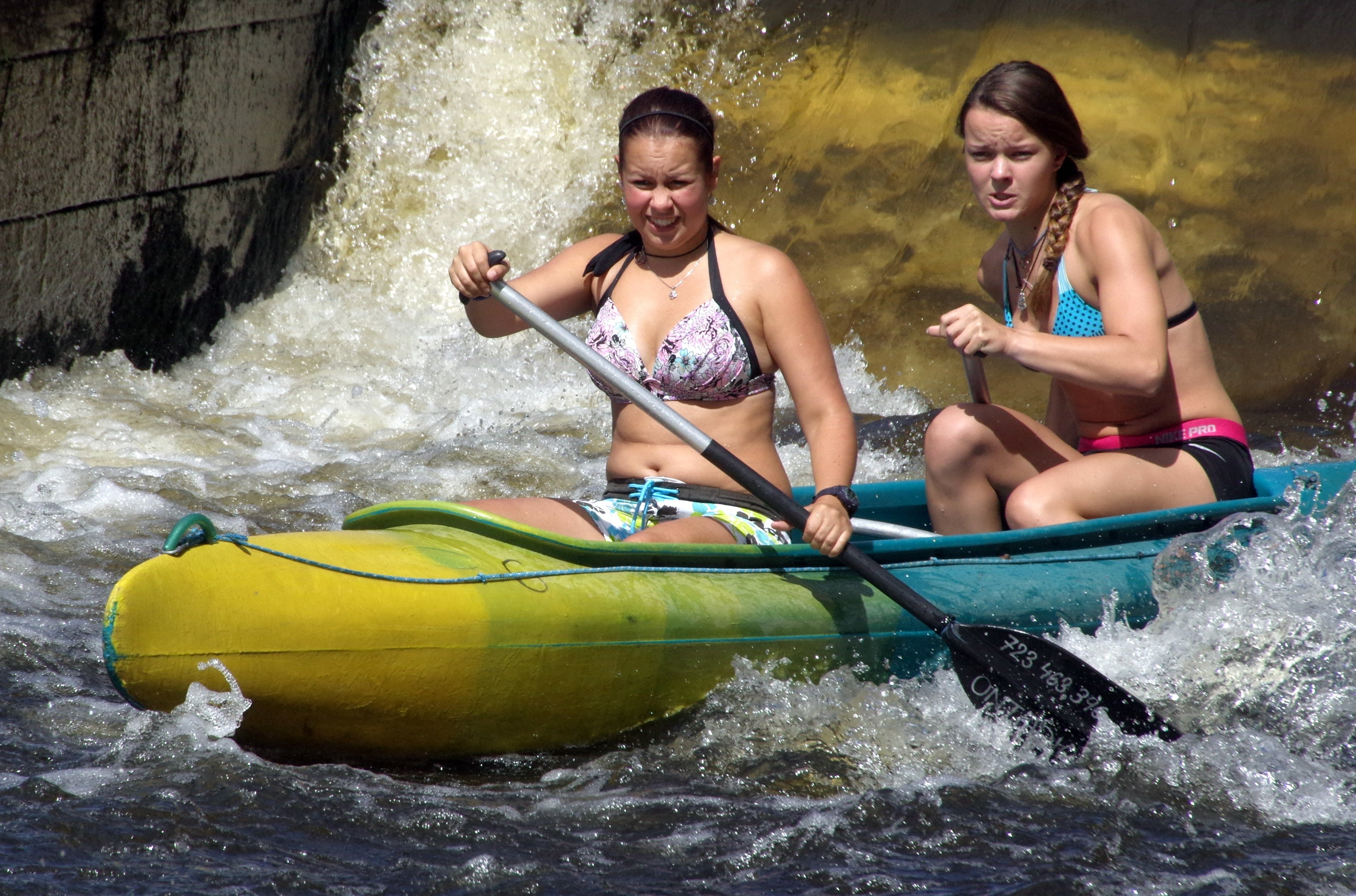
Jez ve Vyšším Brodě
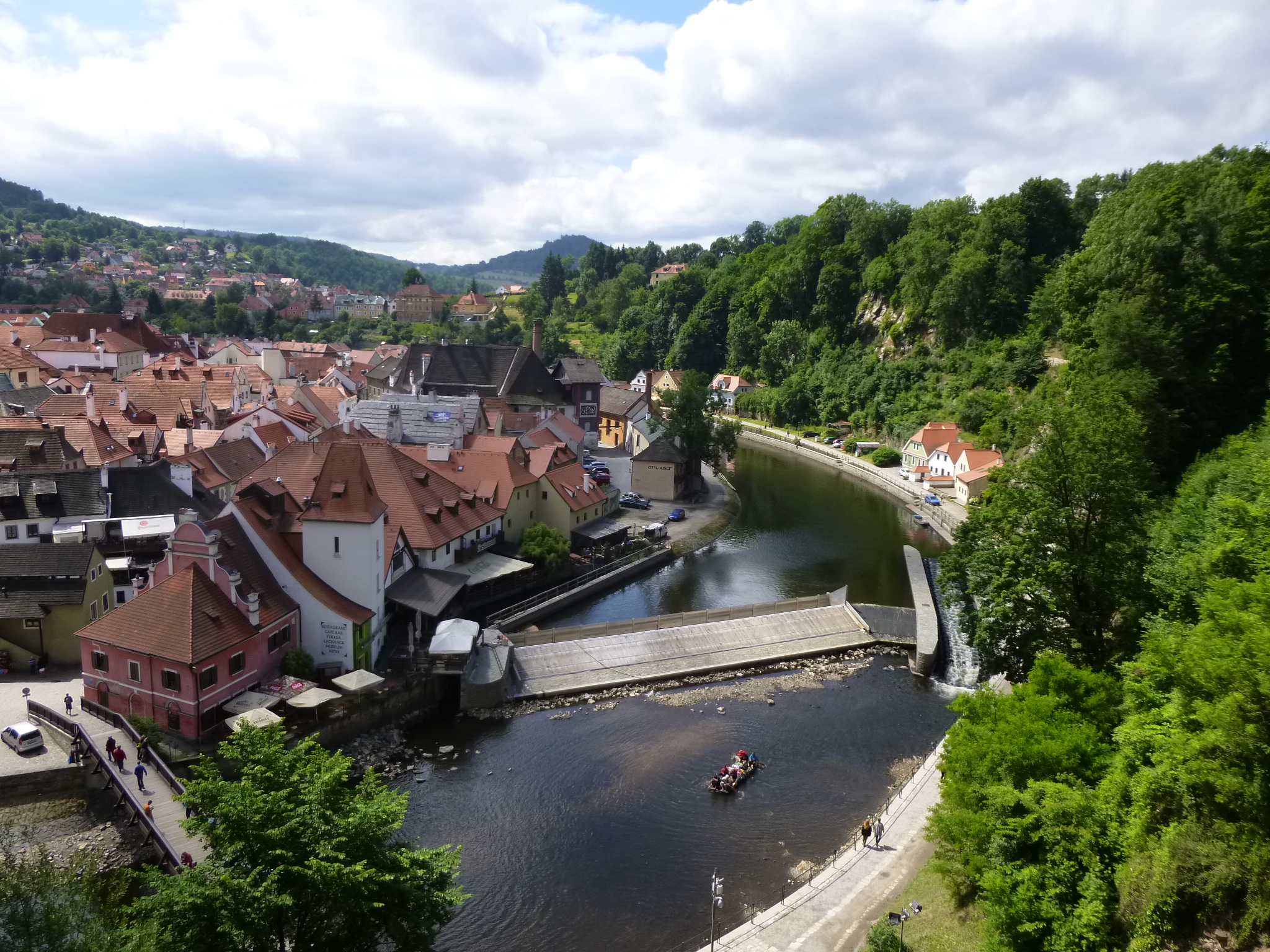
Vltava protékající Českým Krumlovem
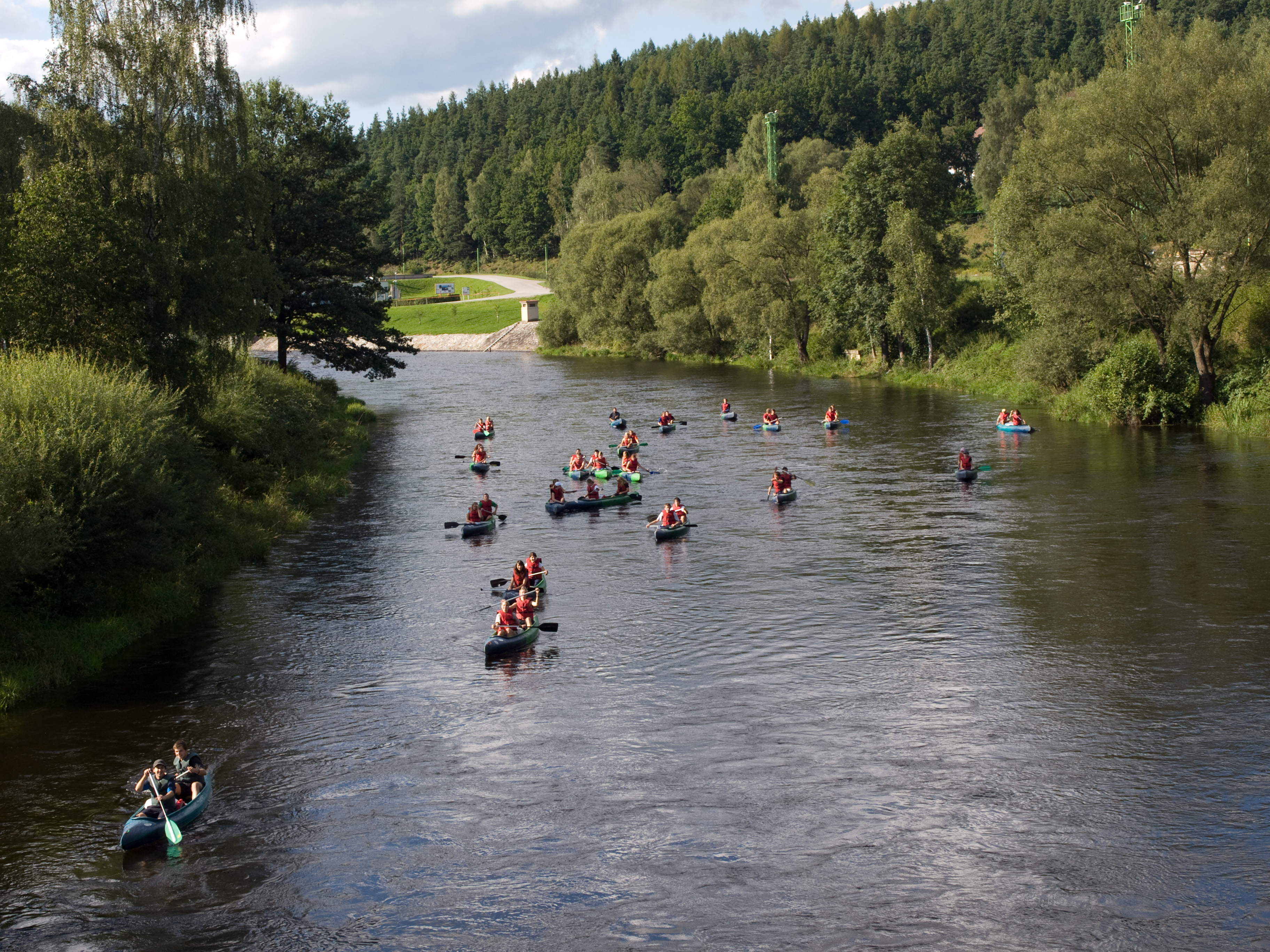
Vodáci proplouvající Vyšším Brodem
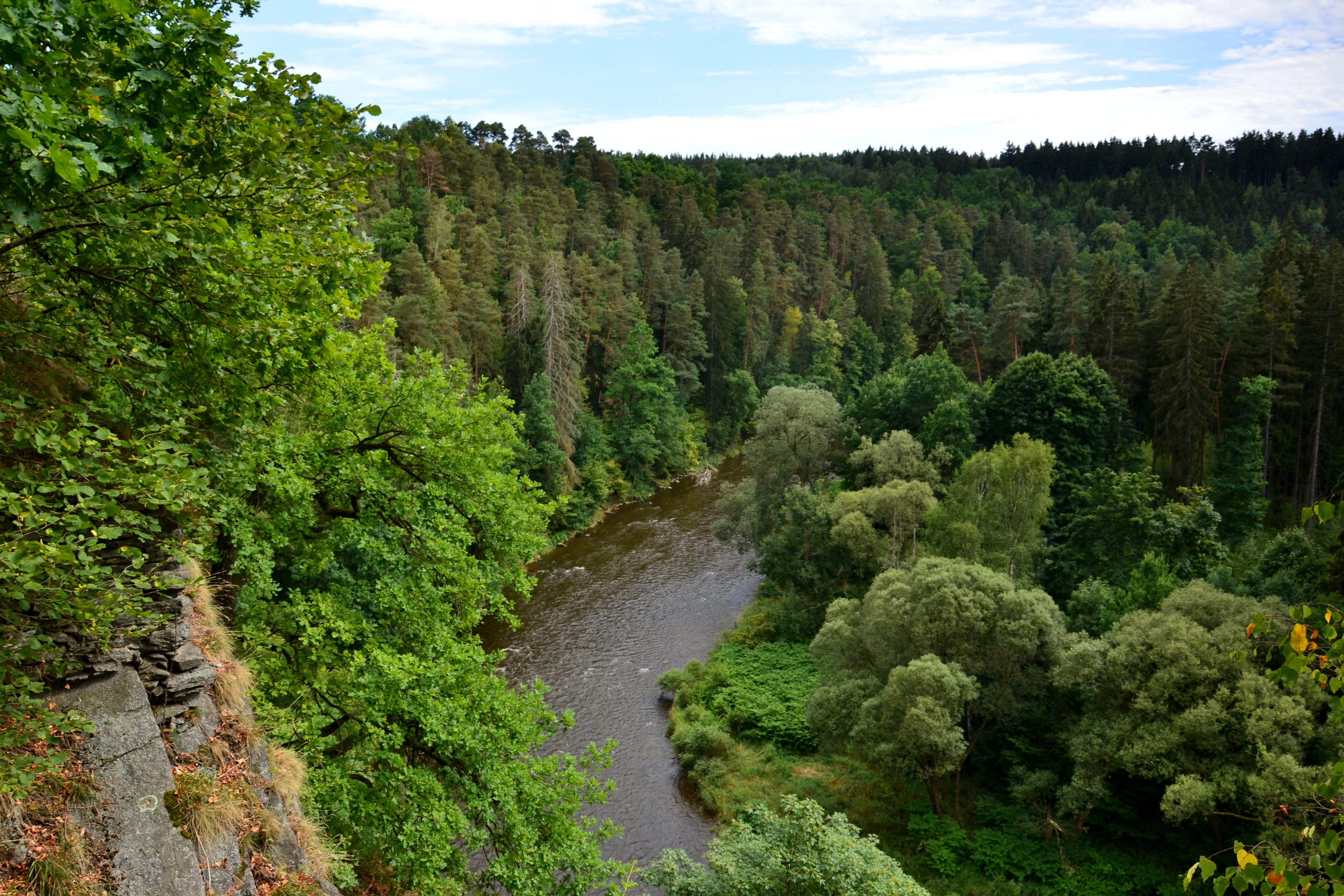
Vltava ze zříceniny hradu Maškovec